# Schlimmes Ende
Schlimmes Ende ist der erste Teil der Eddie-Dickens-Trilogie von Philip Ardagh, die mittlerweile allerdings neben Furcht erregende Darbietungen (2. Teil) und Schlechte Nachrichten (3. Teil) noch drei weitere Fortsetzungen erfahren hat und daher eher eine Serie in sechs Teilen als eine Trilogie ist.

## Handlung
Aufgrund einer sehr seltenen Krankheit, die Eddie Dickens’ Eltern bekamen, als er elf Jahre alt war, soll er die Zeit bis zu ihrer Heilung bei seinem wahnsinnigen (Groß-)Onkel Jack und dessen noch wahnsinnigerer Frau Maud verbringen. Jack hält Trockenfische für ein gültiges Zahlungsmittel und Maud führt ständig ein ausgestopftes Wiesel mit sich.  Durch die Krankheit sind Eddies Eltern „gelb und wellig an den Rändern“ und riechen nach alten Wärmflaschen.
Jack holt ihn mit Maud in einer Kutsche ab und die drei machen sich auf den Weg zu ihrem Gut „Schlimmes Ende“. Unterwegs gabeln sie den (eigentlich auch ziemlich verrückten) Theaterdirektor Pumblesnook auf, Eddie kommt durch ein Versehen in das Waisenhaus „Sankt-Fürchterlich-Heim für dankbare Waisen“, dessen Motto lautet: „Arbeitet schwer. Macht euch sehr schmutzig. Seid sehr unglücklich“ und durchlebt schreckliche Stunden. Letztendlich gelingt es ihm aber zu fliehen und alle Waisen zu befreien. Unterdessen brennt das Haus der Eltern ab, die dadurch geheilt werden und sich auf die Suche nach ihrem Sohn machen.

## Bemerkungen
- Der Autor verfasste den Roman in Fortsetzungen für seinen Neffen, der sich im Internat befand. Dort wurden die Fortsetzungen der gesamten Klasse vorgelesen.[1]

- Das Buch, das mit sehr komischem und skurrilem Humor aufwartet, enthält eine ganze Reihe von Ansprachen des Autors, mit denen er aus der Handlung heraustritt und sich direkt an die Leser wendet. Dabei weist er immer wieder darauf hin, dass die Geschichte in einem früheren Jahrhundert spielt, als andere gesellschaftliche Sitten galten, manche Menschen noch nicht lebten (Einstein, Charles Dickens), bestimmte Erfindungen noch nicht (das Flugzeug), andere erst kurz zuvor erfunden worden waren (Briefmarken, Revolver).

- Die Geschichte ist nicht nur wegen des Namens der Titelfigur eine Parodie der Romane von Charles Dickens, die zumeist gesellschaftliche Missstände anprangerten und häufig Jugendliche zur Hauptfigur hatten, darunter die Waisenjungen Oliver Twist, David Copperfield und Nicholas Nickleby, die ähnlich wie Eddie von den Erwachsenen hin und her- geschoben werden, nur dass dies hier grotesk überzeichnet wird.

- Die Übersetzung erfolgte durch Harry Rowohlt, der den Humor der Vorlage bewahrte. Häufig beklagte er sich in Fußnoten darüber, dass sich etwas nicht übersetzen lasse.

- Der Übersetzer Harry Rowohlt las alle sechs Bände, die auf je 3 CDs (bzw. 4 CDs beim 6. Band) als Hörbuch erhältlich sind.

- Obwohl es sich um Kinder- bzw. Jugendliteratur handelt, sind die Abenteuer von Eddie Dickens auch bei erwachsenen Lesern populär.

## Auszeichnungen
Schlimmes Ende wurde mit dem „LUCHS“ 2002 sowie in der Kategorie Kinderbuch mit dem Deutschen Jugendliteraturpreis 2003 ausgezeichnet.

## Die Eddie-Dickens-Bücher
- Schlimmes Ende (2002)
- Furcht erregende Darbietungen (2003)
- Schlechte Nachrichten (2004)
- Unliebsame Überraschungen (2005)
- Abscheuliche Angewohnheiten (2006)
- Allerletzter Akt (2007)